# Shell Retail Ukraine
«Shell» — мережа автозаправних станцій нідерландсько-британськоï компанії  «Ройял Датч Шелл», що функціонують в різних країнах світу, включно з Україною. Мережа АЗС налічує 132 станції у 20 областях України.

## Історія
Бізнес Shell Retail увійшов на український ринок у 2007 році. Shell Retail Ukraine географічно входить до кластеру Центральної та Східної Європи Shell Downstream Retail.
У березні 2022 року, попри російську агресію в Україні, а також попри те, що сама компанія вже оголосила про вихід з усіх своїх бізнесів в самій Росії, Shell вирішила придбати партію російської нафти.
Станом на початок 2024 року, мережею автозаправних станцій Shell в Україні управляє ТОВ «Альянс Холдинг».